# 20 mai 1933
Le samedi 20 mai 1933 est le 140e jour de l'année 1933.

## Naissances
- Constance Towers, actrice américaine
- Franco Prete (mort le 29 juin 2008), écrivain et poète italien

## Décès
- Louis Trintignant (né le 17 mai 1903), pilote automobile français

## Événements
- en Autriche, le chancelier Dollfuss crée le Front patriotique pour remplacer les partis politiques après avoir ajourné le Parlement sine die.